# Општина Главанешти (Бакау)
Главанешти (рум. Glăvăneşti) општина је у Румунији у округу Бакау.
Oпштина се налази на надморској висини од 182 m.